# Округ Вилкинсон (Џорџија)
Вилкинсон (енгл. Wilkinson County) је округ у америчкој савезној држави Џорџија.

## Демографија
По попису из 2010. године број становника је 9.563, што је 657 (-6,4%) становника мање 2000. године.
| Група             | 2000.         | 2010.         |
| Белци             | 5.893 (57,7%) | 5.529 (57,8%) |
| Афроамериканци    | 4.160 (40,7%) | 3.672 (38,4%) |
| Азијати           | 7 (0,1%)      | 31 (0,3%)     |
| Хиспаноамериканци | 101 (1,0%)    | 214 (2,2%)    |
| Укупно            | 10.220        | 9.563         |